# International Music Score Library Project
International Music Score Library Project (IMSLP; titulatura completă: IMSLP/Petrucci Music Library) este un site web de tip wiki ce conține o bibliotecă virtuală de partituri muzicale aflate în domeniul public. Site-ul utilizează interfața MediaWiki; există și un forum atașat proiectului.

## Istoric
Ideea constituirii IMSLP și coordonarea într-o primă etapă au aparținut utilizatorului sub pseudonim Feldmahler, un tânăr muzician din Canada. Făcut public în data de 16 februarie 2006, site-ul a prosperat vreme de doi ani sub această formă de organizare. Succesul proiectului a determinat recomandarea lui în mediile academice din diverse țări (în special Statele Unite ale Americii; au existat însă contribuții ale site-ului la desfășurarea studiilor chiar și la Conservatorul bucureștean).
Totuși, în luna octombrie 2007 IMSLP a fost închis pe un termen nedeterminat de către Feldmaher. Sursa acestei decizii a fost o scrisoare de somație primită de către acesta din partea editorului austriac Universal Edition, care acuza un număr de nereguli în baza de date a site-ului ce puteau prejudicia vânzările întreprinderii. Problema ridicată a fost termenul acordat până la expirarea drepturilor de autor aspura unei ediții de partituri, diferit între Canada (50 de ani) și unele țări europene (70 de ani).
Ca urmare, proiectul a primit un sprijin semnificativ din partea foștilor utilizatori sau a altor comunități virtuale cu interese similare, între care și reprezentantul american al Proiectul Gutenberg. S-a elaborat o politică mai riguroasă de verificare a materialelor noi încărcate pe site și au fost verificate toate fișierele deja existente. Reapariția IMSLP pe Internet a întârziat din pricina volumului mare de informații de procesat, a consultării juridice și a pretenției lui Feldmahler de a găsi un sponsor canadian pentru demersul său. Site-ul a fost anunțat a fi relansat pe data de 1 iulie 2008, dar a fost deschis cu o zi mai devreme, în 30 iunie 2008.

## Conținuturi
Materialele integrate în proiect sunt în mare parte scanări ale unor ediții vechi de partituri, cărora se adaugă lucrări puse la dispoziția publicului de către compozitori contemporani doritori sub licența Creative Commons. La momentul actual, site-ul cuprinde mai mult de 42000 de partituri ce aparțin de 19000 de lucrări muzicale scrise de peste o 2500 de compozitori. Între acestea figurează operele complete de Johann Sebastian Bach după Bach-Gesellschaft Ausgabe și cea mai mare parte a creației lui Frederik Chopin.